# Alane (chanson)
Pour les articles homonymes, voir Alane.
Singles de Wes
Awa Awa
(1997)
Alane est une chanson composée par Michel Sanchez, écrite et interprétée en douala  (langue bantoue) par le chanteur et musicien d'origine camerounaise Wes, figurant sur l'album Welenga dont elle est extraite en single le 13 mai 1997.
La chanson est un gros succès en Europe, se classant en tête des ventes dans plusieurs pays (Autriche, Belgique, France et Pays-Bas).
Grâce à ce titre, Wes devient le second artiste africain, après Khaled avec Aïcha,  à obtenir un disque de diamant en France,,. Selon le site InfoDisc, c'est la 19e meilleure vente tout temps de singles dans ce pays avec 1 418 000 exemplaires écoulés (estimation à fin 2018).
En outre, la chanson est sponsorisée en France par la chaîne de télévision TF1, les stations de radio RTL et Fun Radio et la marque de café Malongo, et bénéficie d'un clip diffusé très régulièrement sur TF1 et pour lequel Mia Frye a imaginé une chorégraphie.
Le DJ et producteur de disques allemand Robin Schulz a publié un remix officiel de la chanson le 19 juin 2020, qui est inclus dans son album Alane,.

## Liste des titres
- CD single
  1. Alane (radio mix) – 3:40
  2. Alane (club remix – short version) – 3:37
- CD maxi
  1. Alane (radio mix) – 3:40
  2. Alane (trouser enthusiasts orgasmic apparition mix) – 10:43
  3. Alane (Tony Moran's club mix) – 4:40
  4. Alane (Todd Terry's club remix) – 8:04
  5. Alane (Todd Terry's drop remix) – 8:07
- CD maxi, Maxi 45 tours (Todd Terry Remixes)
  1. Alane (Radio Mix) - 3:40
  2. Alane (Club Remix) (Full Version) - 8:04
  3. Alane (Drop Remix) (Full Version) - 8:04
  4. Alane (Club Remix) (Short Version) - 3:37
  5. Alane (A Cappella) - 3:36
- CD maxi, Maxi 45 tours (Tony Moran Remixes)
  1. Alane (Tony Moran Main Pass Mix) - 4:39
  2. Alane (Tony Moran Instrumental Mix) - 4:40
  3. Alane (Tony Moran A Cappella) - 4:40
  4. Alane (Philcat Flashing Widow Mix) - 6:39
- Maxi 45 tours
  1. Alane (trouser enthusiasts orgasmic apparition mix) – 10:43
  2. Alane (trouser enthusiasts spectrophiliac mix) – 6:51
  3. Alane (Todd Terry's club remix) – 8:04
  4. Alane (Tony Moran's club mix) – 4:40
  5. Alane (radio mix) – 3:40

## Classements hebdomadaires et certifications
| Classement (1997-1998)                  | Meilleure position |
| --------------------------------------- | ------------------ |
| Allemagne (GfK Entertainment)           | 2                  |
| Autriche (Ö3 Austria Top 40)            | 1                  |
| Belgique (Flandre Ultratop 50 Singles)  | 1                  |
| Belgique (Wallonie Ultratop 50 Singles) | 1                  |
| France (SNEP)                           | 1                  |
| Irlande (IRMA)                          | 9                  |
| Italie (FIMI)                           | 23                 |
| Norvège (VG-lista)                      | 20                 |
| Pays-Bas (Nederlandse Top 40)           | 1                  |
| Pays-Bas (Single Top 100)               | 1                  |
| Royaume-Uni (UK Singles Chart)          | 11                 |
| Suède (Sverigetopplistan)               | 19                 |
| Suisse (Schweizer Hitparade)            | 4                  |

| Pays             | Certifications | Unités certifiées |
| ---------------- | -------------- | ----------------- |
| Allemagne (BVMI) | 3 × Or         | 750 000           |
| Autriche (IFPI)  | Platine        | 50 000            |
| Belgique (BEA)   | 3 × Platine    | 150 000           |
| France (SNEP)    | Diamant        | 750 000           |
| Pays-Bas (NVPI)  | 2 × Platine    | 150 000           |
| Suisse (IFPI)    | Or             | 25 000            |

## Version remixée par Robin Schulz
Le DJ allemand Robin Schulz sort en single un remix d'Alane le 19 juin 2020, extrait de son album Alane.
La chanson retourne dans le classement des ventes dans plusieurs pays.

### Classements hebdomadaires
| Classement (2020)                       | Meilleure position |
| --------------------------------------- | ------------------ |
| Allemagne (GfK Entertainment)           | 6                  |
| Autriche (Ö3 Austria Top 40)            | 3                  |
| Belgique (Flandre Ultratop 50 Singles)  | 14                 |
| Belgique (Wallonie Ultratop 50 Singles) | 5                  |
| France (SNEP)                           | 15                 |
| France (SNEP Ventes)                    | 6                  |
| Pays-Bas (Nederlandse Top 40)           | 4                  |
| Pays-Bas (Single Top 100)               | 11                 |
| Suisse (Schweizer Hitparade)            | 7                  |

### Certifications
| Pays             | Certifications | Unités certifiées |
| ---------------- | -------------- | ----------------- |
| Allemagne (BVMI) | Or             | 200 000           |
| Autriche (IFPI)  | Platine        | 30 000            |
| Belgique (BEA)   | Or             | 20 000            |
| France (SNEP)    | Or             | 100 000           |